# ウエスタン・グローバル・エアラインズ
ウエスタン・グローバル・エアラインズ（英語：Western Global Airlines）は、アメリカ合衆国フロリダ州エステロに拠点を置く貨物航空会社である。
長期間にわたるウェットリースソリューション（ACMI）、商用チャーター、軍用チャーターなど幅広いサービスを手掛ける。サウスウエスト・フロリダ国際空港をハブ空港に位置づけている。

## 歴史
- 2013年3月6日、ジム・ネフによって設立された。
- 2014年2月24日、アメリカ合衆国運輸省の認定を受けた。
- 2014年8月1日、連邦航空局（FAA）の承認を受け、マクドネル・ダグラスMD-11Fを使用して運航を開始した。
- 2015年11月16日、ボーイング747-400Fによる貨物運送事業をFAAによって承認され、2016年5月25日にアメリカ国防総省の承認を獲得した。
- 2018年7月、ルイジアナ州シュリーブポートに、160,000平方フィート(15,000 m2)の航空機整備施設を開設した。
- 2019年6月、フレックスポートに、契約で義務付けられた信頼性を満たさなかったとして苦情を申し立てられた。6月7日にフレックスポートとの契約を停止し、その後、フレックスポートはアトラス航空に提携先を変更した[1]。
- 2023年8月7日、経営悪化により、連邦破産法第11章に基づく破産を申請した[2]。
- 2023年12月5日、連邦破産法第11条に基づく破産を終了したと発表した[3]。

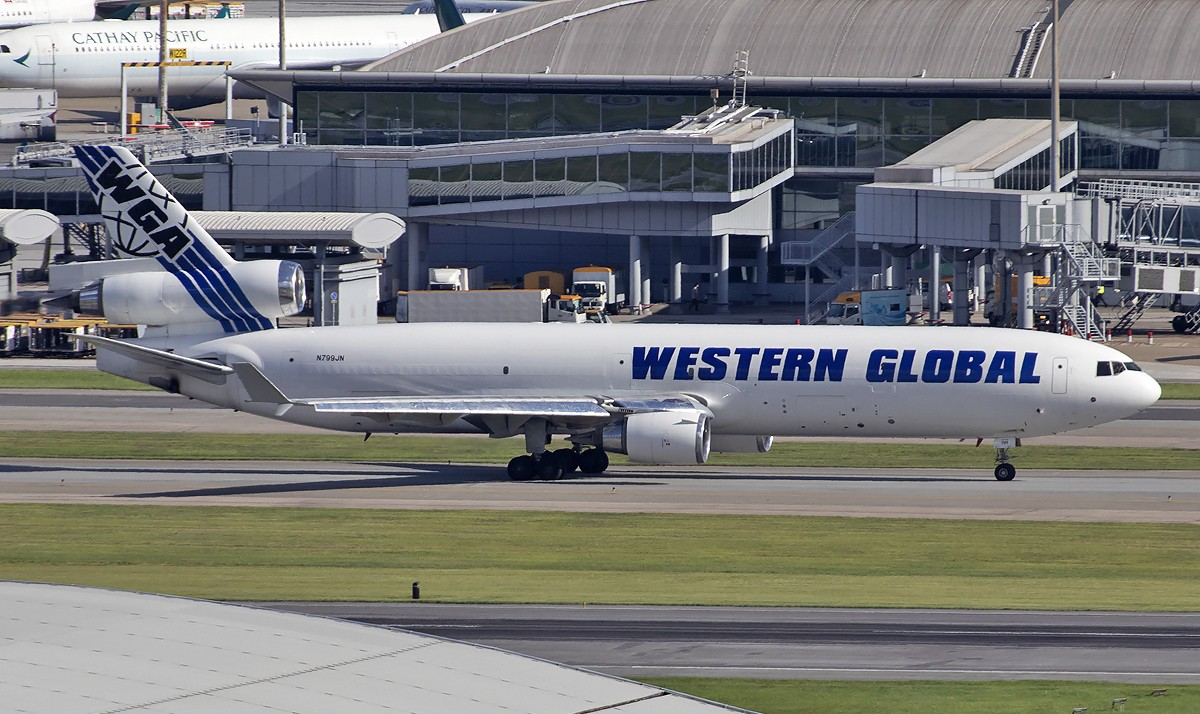
同社のMD-11型機。香港国際空港にて

## 保有機材
| 機種                        | 保有数 | 発注数 | 備考                                                                     |
| --------------------------- | ------ | ------ | ------------------------------------------------------------------------ |
| ボーイング747-400F          | 4      |        | 2機は日本航空の中古機。他2機はチャイナエアラインとアシアナ航空の中古機。 |
| マクドネル・ダグラス MD-11F | 15     |        |                                                                          |
| ボーイング777F              |        | 2      |                                                                          |
| 合計                        | 19     |        |                                                                          |

## 事故
2016年2月13日、ミュンヘン空港を離陸しキング・シャカ国際空港への向けて飛行していたMD11F（機体番号：N545JN）が、ジンバブエのハラレにテクニカルランディングで寄港していた際に、拘束され、その後に乗組員と共に解放された。この公式の説明は疑問視されており、アメリカ中央情報局（CIA）による秘密作戦が関わっていたことが疑われている。